# روي ونايت
روي ونايت هو فلاح وسياسي كندي، ولد في 12 ديسمبر 1891 في المملكة المتحدة، وتوفي في 11 سبتمبر 1971. حزبياً، نشط في Co-operative Commonwealth Federation ‏. وقد انتخب عضو مجلس العموم الكندي.